# Casas de Juan Núñez (kommunhuvudort)
Casas de Juan Núñez är en kommunhuvudort i Spanien.   Den ligger i provinsen Provincia de Albacete och regionen Kastilien-La Mancha, i den centrala delen av landet, 240 km sydost om huvudstaden Madrid. Casas de Juan Núñez ligger 710 meter över havet och antalet invånare är 1 322.
Terrängen runt Casas de Juan Núñez är huvudsakligen platt, men åt sydväst är den kuperad.Runt Casas de Juan Núñez är det glesbefolkat, med 12 invånare per kvadratkilometer. Närmaste större samhälle är Fuentealbilla, 18,3 km norr om Casas de Juan Núñez. Trakten runt Casas de Juan Núñez består till största delen av jordbruksmark.